# 사탕수수

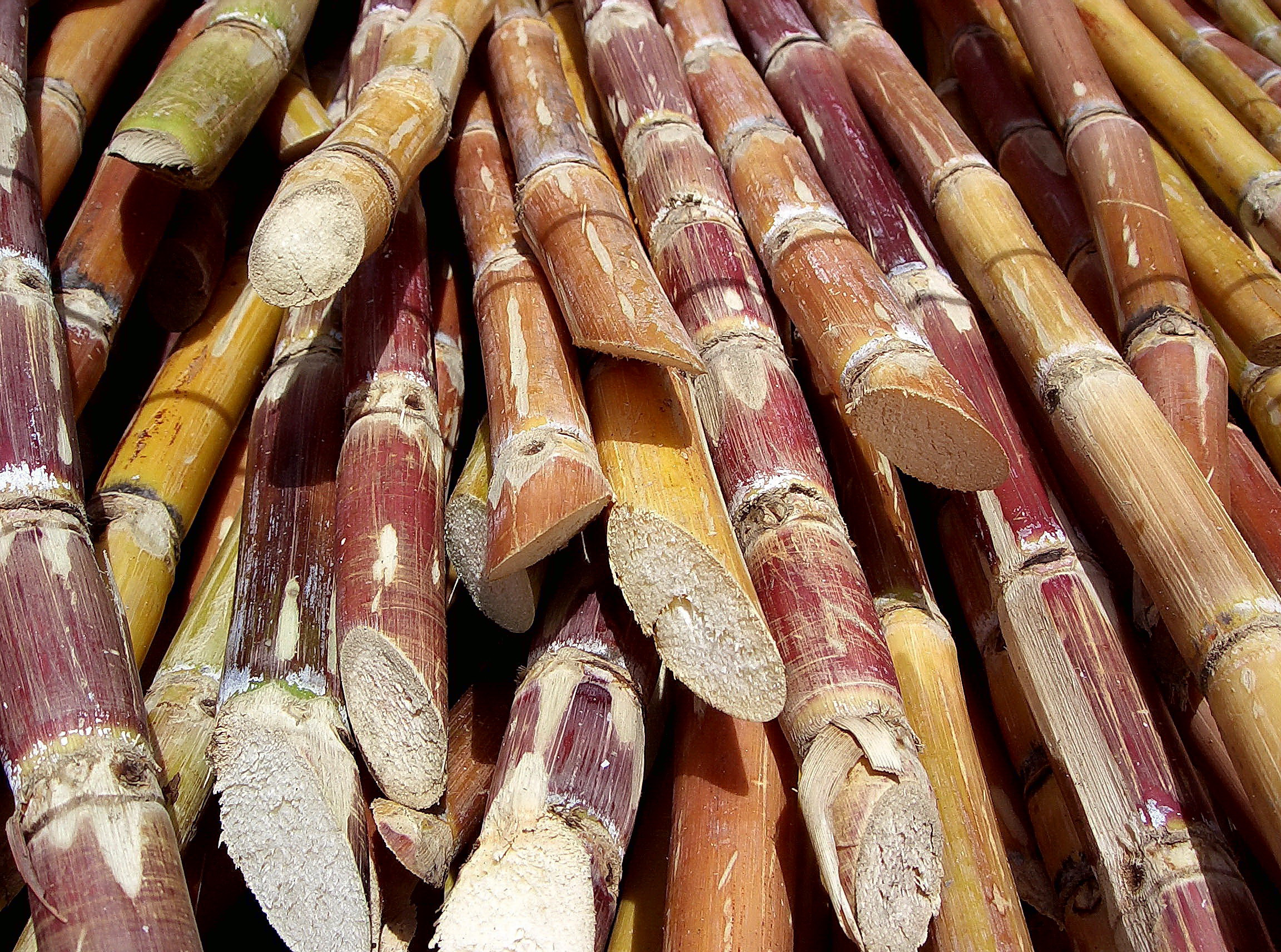
자른 사탕수숫대

사탕수수(砂糖蜀黍)는 개사탕수수속에 속하는 몇몇 키 큰 여러해살이풀을 일컫는다. 남아시아와 멜라네시아, 남아메리카 브라질의 따뜻한 지역에서 자라며, 설탕 생산에 쓰인다.

## 재배와 이용
약 195개국에서 매년 15억 톤이 넘는 사탕수수가 재배 및 수확되고 있으며, 이는 사탕무의 6배가 넘는 수치이다. 브라질과 인도는 최대 산출국으로 유명하다, 2007년에 기록된 통계에 의하면, 브라질에서만 5억1천만 톤의 사탕수수가 수확되었고, 반면에 인도에서는 3억 5천만톤의 사탕수수가 수확되었다.
사탕수수는 설탕, 당밀, 럼, 페러넘, 카샤싸 등의 원료로 쓰인다. 또한 사탕수수를 발효하여 에탄올을 만들기도 한다. 사탕수수의 당즙을 짜고 남는 찌꺼기인 바가스로는 당밀 제분기의 연료로 쓰거나 소나 돼지같은 가축의 사료로 쓰인다.

## 역사
사탕수수의 원산지는 남아시아와 동남아시아이다. 다양한 곳에서 여러 사탕수수 종이 기원하였는데, Saccharum bengalense는 인도에서, Saccharum edule는 뉴기니에서 자생하였다. 사탕수수의 줄기를 짜서 채취한 수액에 함유된 자당을 인도인들은 이미 5천년 전부터 이용하였다. 8세기경에 아랍 세계로 유입되었던 사탕수수는 곧 이어 지중해, 메소포타미아, 스페인 그리고 북아프리카 등지로 전파되었다. 10세기 무렵에는 사탕수수 농업이 전방위 적으로 확산되어 메소포타미아 인근에서 사탕수수를 재배하지 않는 곳이 없을 정도였다.
한편, 중국에서는 기원전 2세기 경부터 사탕수수 재배가 시작되었고, 유럽에서는 아랍인에 의해 711년 경 스페인의 마리다 섬과 카나리아 제도에서 재배되어 전파되었다. 16세기에 이르러 북아메리카에서도 사탕수수가 재배되기 시작하였다. 오늘날 사탕수수 최대 산출국은 브라질이다.

## 생산
| 생산량 상위 10개국 | 생산량 상위 10개국 | 생산량 상위 10개국 |
| --- | ------------------ | ------------------ |
| 나라 | 생산량 (톤)        | 비고               |
| 브라질 | 672,157,000        |                    |
| 인도 | 285,029,000        |                    |
| 중화인민공화국 | 미상               |                    |
| 태국 | 66,816,400         |                    |
| 파키스탄 | 50,045,400         |                    |
| 멕시코 | 49,492,700         |                    |
| 콜롬비아 | 38,500,000         | F                  |
| 필리핀 | 32,500,000         | F                  |
| 오스트레일리아 | 30,284,000         |                    |
| 아르헨티나 | 29,000,000         | F                  |
| World | 1,743,068,525      | F,A                |

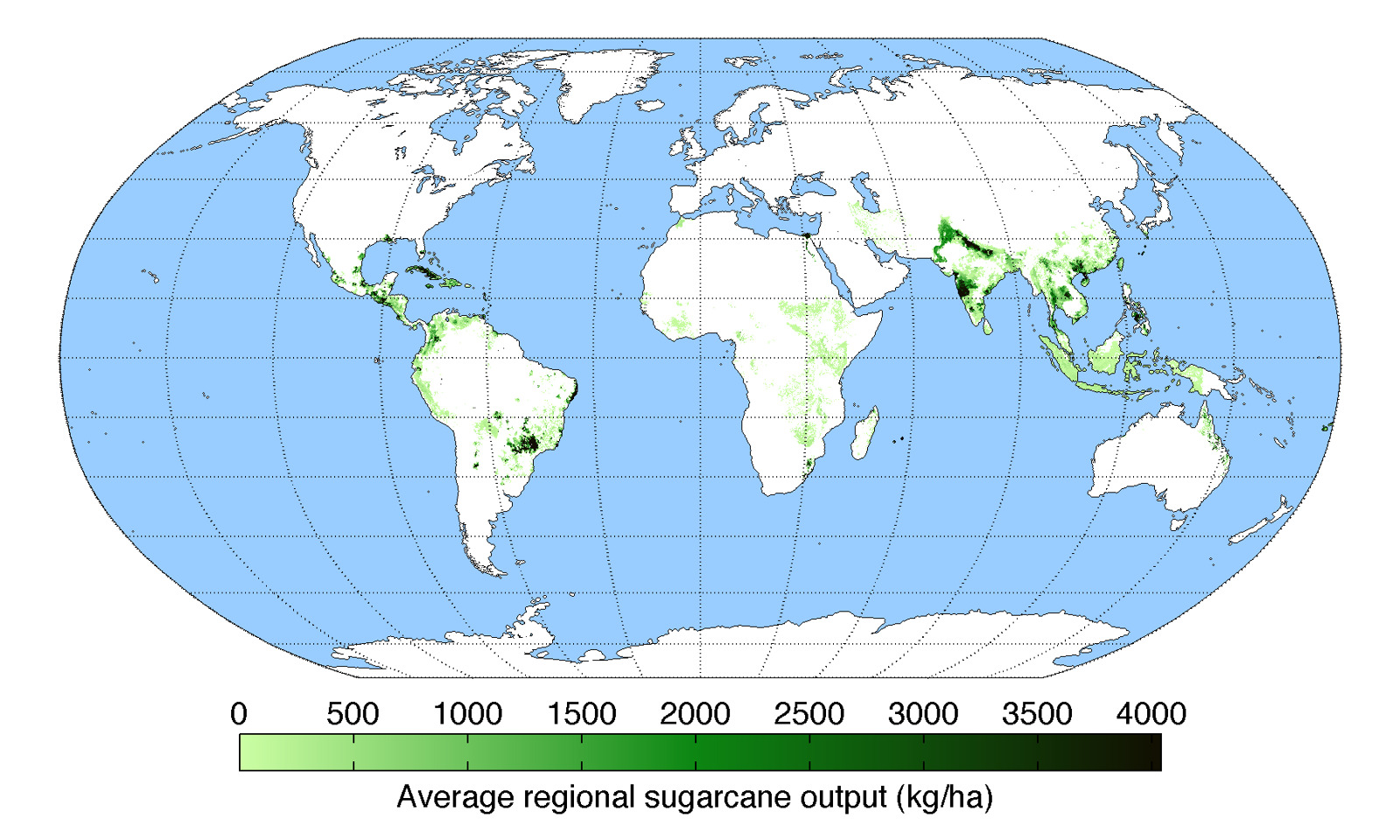
사탕수수 생산량

| P = 공식 수치, F = 유엔식량농업기구 추정, * = 비공식/반 공식/mirror data, C = 계산된 수치 A = 합계 (공식, 반 공식, 추정이 포함될 수 있음); 원본: [ Food And Agricultural Organization of United Nations: Economic And Social Department: The Statistical Division] |                    |                    |

## 갤러리

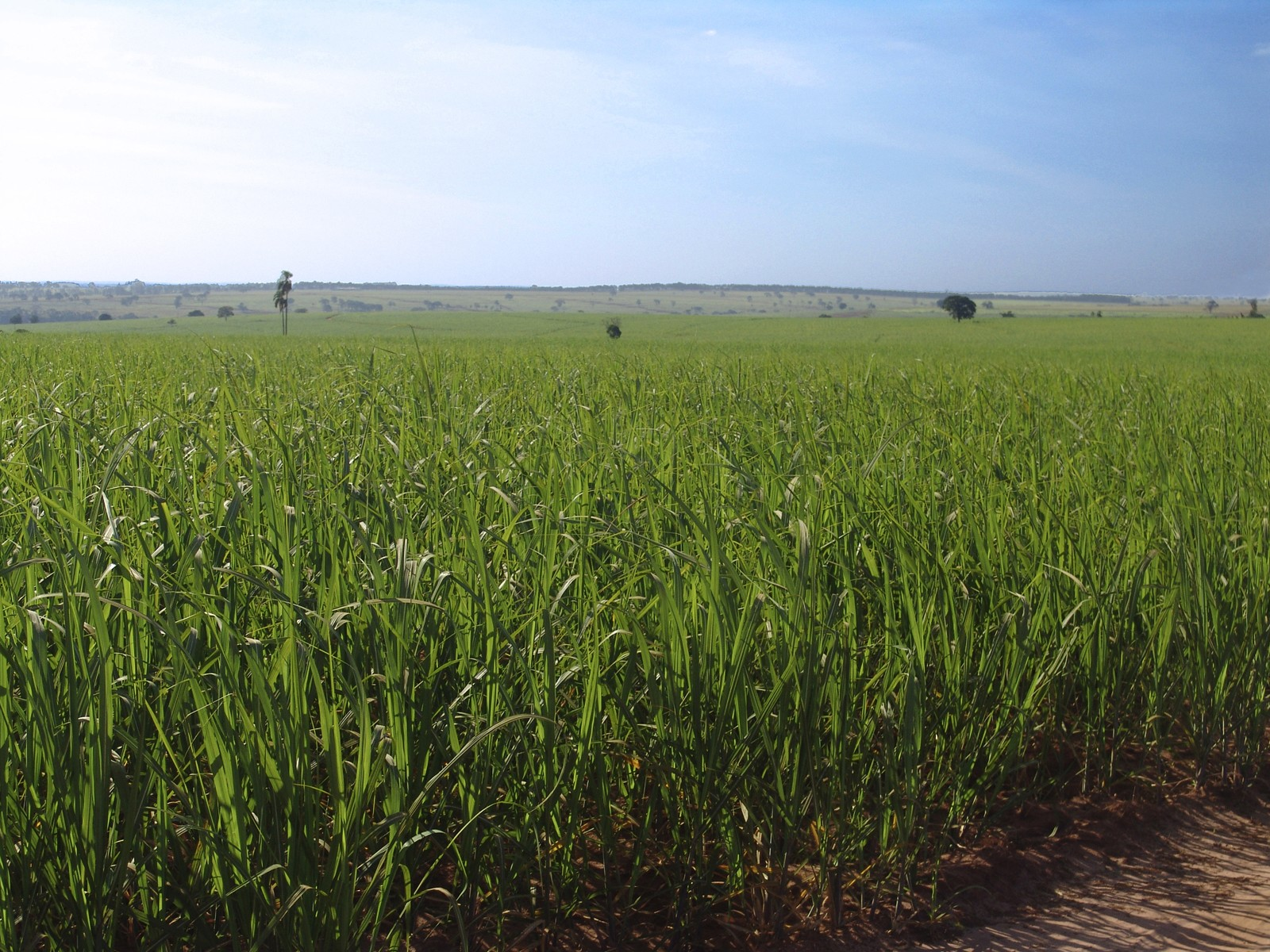
사탕수수 플랜테이션
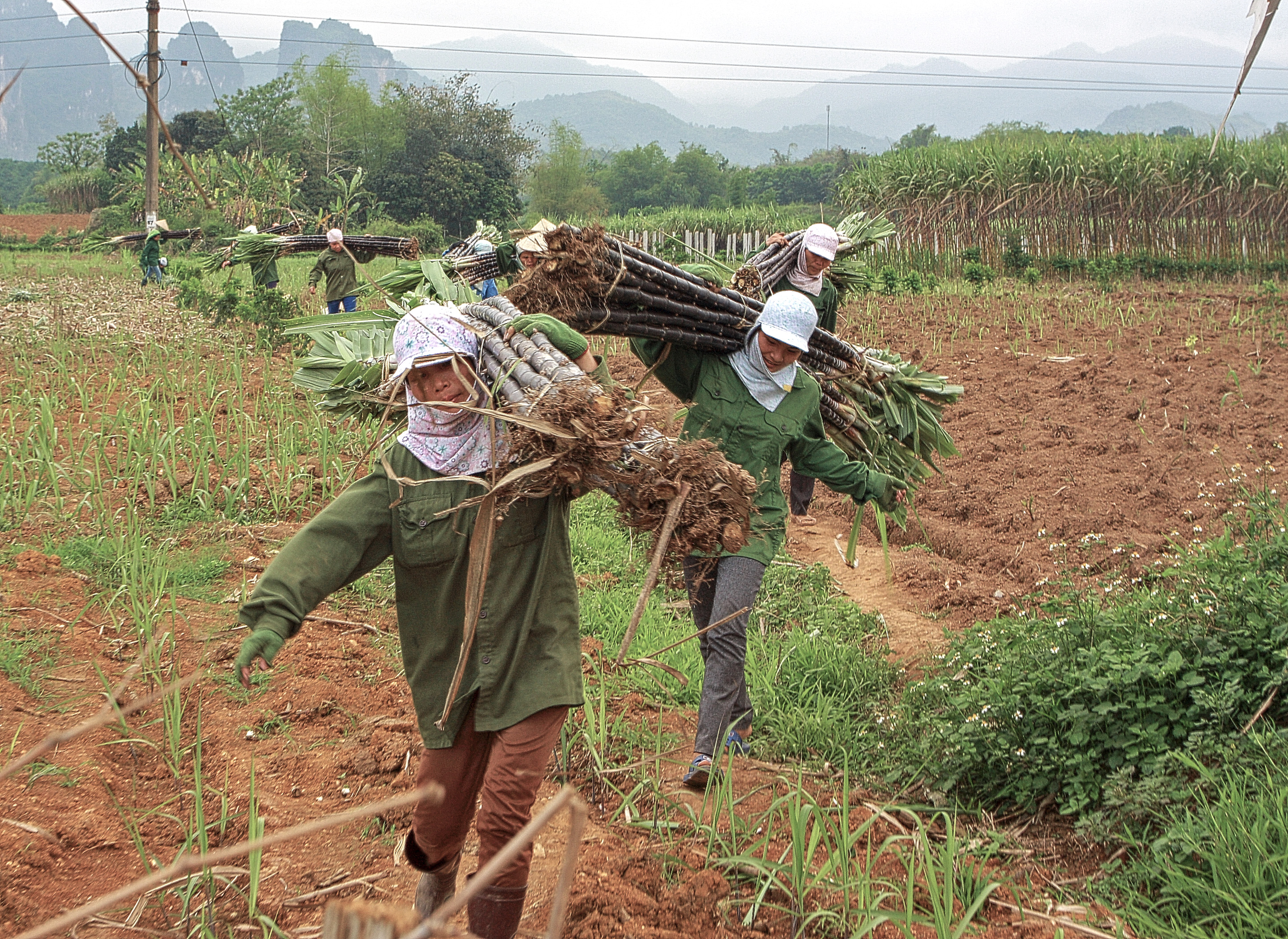
사탕수수 수확